# Quesnoy-le-Montant
Quesnoy-le-Montant is een gemeente in het Franse departement Somme (regio Hauts-de-France) en telt 581 inwoners (2014). De plaats maakt deel uit van het arrondissement Abbeville.

## Geografie
De oppervlakte van Quesnoy-le-Montant bedraagt 7,04 km², de bevolkingsdichtheid is 82,5 inwoners per km².

## Verkeer en vervoer
In de gemeente ligt spoorwegstation Quesnoy-le-Montant.
De onderstaande kaart toont de ligging van Quesnoy-le-Montant met de belangrijkste infrastructuur en aangrenzende gemeenten.

## Demografie
Onderstaande figuur toont het verloop van het inwonertal (bron: INSEE-tellingen).